# Garčin
Garčin è un comune della Croazia di 5 586 abitanti della regione di Brod e della Posavina.